# لیو یینگزی
لیو یینگزی (انگلیسی: Liu Yingzi; ۲۷ ژانویهٔ ۱۹۷۱) تیرانداز زن اهل چین بود. وی در بازی‌های المپیک تابستانی ۲۰۰۸ و ۲۰۱۲ حضور داشته‌است.